# کیمبرلی جوزف
کیمبرلی جوزف (زاده ۳۰ اوت ۱۹۷۳) یک هنرپیشه استرالیایی کانادایی است که مقیم ایالات متحده آمریکا است. جوزف در کانادا متولد شد، در ساحل طلایی استرالیا بزرگ شد و در سوئیس تحصیل کرد. پس از بازگشت به استرالیا، او مدرک تحصیلی خود را در دانشگاه باند آغاز کرد اما در سن ۱۹ سالگی با انتخاب سریال سریال پارادایس بیچ ترک تحصیل کرد. او هیچ آموزش رسمی بازیگری ندیده بود اما ۱۸ ماه در صابون ظاهر شد. پس از پایان ساحل بهشت ، او قبل از اجرای مشترک سریال محبوب گلادیاتورهای شبکه هفت، در سریال هی امروز شنبه است کار معمولی داشت.
پس از سه سری از گلادیاتورها ، جوزف مشتاق بازگشت به بازیگری بود، بنابراین از سال ۱۹۹۵ تا ۱۹۹۶ نقش شرور جوآن برنان را در خانه و دور از خانه بازی کرد. در سال ۱۹۹۹، او برای تحصیل بازیگری در شرکت تئاتر آتلانتیک در شهر نیویورک به ایالات متحده نقل مکان کرد، سپس ۱۸ ماه را در تست بازیگری در لس آنجلس ناموفق گذراند. در سال ۲۰۰۱، او برای نقش جو الیسون در مجموعه تلویزیونی بریتانیایی پاهای سرد انتخاب شد. او در سری چهارم و پنجم ظاهر شد و دو روز پس از فیلمبرداری قسمت آخر در سال ۲۰۰۲ به استرالیا بازگشت. در سال ۲۰۰۴، او در شش قسمت از سریال استرالیایی همه قدیسین در نقش دکتر گریس کانلی در یک نقش تکراری ظاهر شد. او پس از فیلمبرداری همه قدیسین به آمریکا بازگشت، جایی که نقش کوچکی به عنوان مهماندار هواپیما سیندی چندلر در قسمت خلبان Lost دریافت کرد. این نقش قرار بود یکبار در خلبان باشد، اما یک تهیه کننده جوزف و شخصیت را دوست داشت، بنابراین او را برای یک نقش تکراری در فصل دوم ، سوم و ششم بازگرداند. جوزف به دور از بازیگری، در تلاش هایی برای برجسته کردن تأثیرات آزمایش هسته ای شوروی در قزاقستان ، از جمله کارگردانی یک فیلم کوتاه، شرکت داشته است.

## اوایل زندگی
کیمبرلی جوزف در ۳۰ اوت ۱۹۷۳ در ونکوور، بریتیش کلمبیا، کانادا، در خانواده جو و وندی به دنیا آمد. جو، یک تاجر کانادایی، زمانی که وندی در کانادا بود، با وندی، مهماندار هوایی استرالیایی آشنا شد. وقتی کیمبرلی سه ساله بود، خانواده به ساحل طلایی استرالیا نقل مکان کردند، جایی که او برای 9 سال بعد در مدرسه سنت هیلدا تحصیل کرد. خانواده به طور گسترده به اروپا سفر کردند و کیمبرلی به مدت چهار سال در یک مدرسه خصوصی در مونترو سوئیس تحصیل کرد. در آنجا، او یاد گرفت که به زبان فرانسه و اسپانیایی صحبت کند. هنگامی که او به استرالیا بازگشت، تحصیلات خود را در رشته هنر و بازرگانی در دانشگاه باند آغاز کرد، اگرچه آن را تکمیل نکرد.

## حرفه
جوزف در ۱۹ سالگی پس از بازی در نقش کیسی بارسبی در سریال پارادایس بیچ، دانشگاه را رها کرد. مانند بسیاری از بازیگران، او هیچ آموزش رسمی بازیگری نداشت، اگرچه او این را با «شور و انرژی» به نفع خود تبدیل کرد. جوزف تجربه بازیگری و دوستی با رالی هیل ، مگان کانولی و ایلا فیشر به دست آورد، اگرچه سریال تنها پس از ۱۸ ماه لغو شد. پس از پایان ساحل بهشت ، او شروع به حضور در برنامه واریته‌ی ناین نتورک کرد ، هی هی شنبه است . جوزف هیچ قراردادی با ناین نتورک نداشت و به عنوان لطفی به دوستش، میزبان داریل سامرز، ظاهر شد. مدیران ناین نتورک می‌خواستند او را در برنامه ثابت کنند و شروع به استفاده از او در مطالب تبلیغاتی کردند. با این حال، شبکه رقیب سون نتورک به او پیشنهاد داد قبل از اینکه ناین بتواند قرارداد هی هی خود را دائمی کند، قراردادی را برای میزبانی گلادیاتورها ارائه کند. فرار او به سون در سال ۱۹۹۵ باعث رسوایی کوچکی شد.  او میزبانی گلادیاتورها را به خاطر تماشاگران زنده «سخت و ترسناک» توصیف کرد. او قبل از بازی در نقش جوآن برنان در خانه و دور در تلاش برای دور شدن از ارائه، به مدت سه فصل و برخی از برنامه های ویژه بین المللی ظاهر شد. این شخصیت، منشی که به بچه های مدرسه مواد مخدر می داد، از سال ۱۹۹۵ تا ۱۹۹۶ ظاهر شد. او صابون را با احتمال بازگشت به شخصیت بعدا ترک کرد. او در کنار بازی در خانه و دور ، در نمایشی با جفری هیوز ظاهر شد.